# 아푸 비스와스
아푸 비스와스(벵골어: অপু বিশ্বাস, 1989년 10월 11일 ~ )는 방글라데시의 배우, 모델이다.